# Bergueneuse
Bergueneuse település Franciaországban, Pas-de-Calais megyében. Lakosainak száma 215 fő (2022. január 1.). Bergueneuse Heuchin, Teneur, Anvin és Équirre községekkel határos.

## Népesség
A település népességének változása:
| Lakosok száma | 204  | 213  | 218  | 218  | 219  | 220  | 218  | 217  | 215  |
|               | 2013 | 2015 | 2016 | 2017 | 2018 | 2019 | 2020 | 2021 | 2022 |